# Claus Auer
Claus Bernhard Auer (* 25. April 1952 in Mainz gestorben am 2. Dezember 2023 in Berlin) ist ein ehemaliger deutscher Diplomat.

## Leben
Nach dem Abitur absolvierte Auer ein Studium der Agrarwissenschaften an der Rheinischen Friedrich-Wilhelms-Universität Bonn, der Christian-Albrechts-Universität zu Kiel sowie der Technischen Universität Berlin und schloss dieses Studium 1976 ab. Im Anschluss war er als Berater und Projektleiter bei der Deutschen Gesellschaft für Technische Zusammenarbeit (GTZ) beschäftigt und betreute dort bis 1986 unter anderem Entwicklungsprojekte in Benin. Zwischenzeitlich legte er 1980 am Fachbereich internationale Agrarentwicklung der TU Berlin seine Promotion mit einer Dissertation zum Thema Schwitzratenmessung bei unterschiedlicher Temperaturbelastung am Schwarzbunten Rind: ein Beitrag zur Methodik ab.
Nach Beendigung seiner Tätigkeit bei der GTZ trat er 1986 in den Auswärtigen Dienst ein und fand nach Abschluss der Laufbahnprüfung Verwendung als Mitarbeiter für europäische politische Zusammenarbeit im Auswärtigen Amt in Bonn und danach zwischen 1988 und 1992 an der Botschaft in Finnland. Zwischen 1992 und 1996 war er Referent im Referat für Exportkontrolle und verfasste während dieser Zeit 1994 als Legationsrat nach einem Gespräch mit Mitarbeitern des Bundesnachrichtendienstes (BND) einen Bericht über die sogenannte Plutonium-Affäre.
1996 wurde er Mitarbeiter an der Botschaft in Japan und fand danach zwischen 2000 und 2003 Verwendung im Referat für Organisation und Globalplanung des Auswärtigen Amtes, ehe er im September 2003 Ständiger Vertreter des Botschafters und Leiter der Wirtschaftsabteilung der Botschaft in Südkorea wurde.
Ab 2010 war Claus Auer Botschafter im Tschad als Nachfolger von Leopold-Theodor Heldman, der wiederum Generalkonsul in Mumbai wurde. Als Botschafter organisierte er unter anderem eine Besuchsreise in den Tschad der Bundestagsabgeordneten Johannes Selle (CDU) und Uwe Kekeritz (Bündnis 90/Die Grünen). 2012 wurde er von Helmut Kulitz als Botschafter im Tschad abgelöst. Alsdann wurde Auer Gesandter für Öffentlichkeitsarbeit an der Deutschen Botschaft in Japan. 2014 wurde Auer zum Botschafter der Bundesrepublik Deutschland in der Elfenbeinküste berufen. Von 2017 bis Mitte 2018 war er Geschäftsträger ad interim im Range eines Botschafters in Burkina Faso.
Claus Auer ruht in einem halbanonymen Grabfeld auf dem Parkfriedhof Lichterfelde.

## Veröffentlichungen
- Possibilities of the Introduction of Draught Animals in the North-West Province of the United Republic of Cameroon (Mitautor), Technische Universität Berlin, 1977
- Schwitzratenmessung bei unterschiedlicher Temperaturbelastung am Schwartbunten Rind (Dissertation), Technische Universität Berlin, 1980
- Verbesserungsmöglichkeiten traditioneller Rinderhaltung in Zentralbenin, Entwicklung und Ländlicher Raum 5/84, Frankfurt a. M. 1984
- Förderung der Tierproduktion in Benin, Entwicklung und Ländlicher Raum 3/86, Frankfurt a. M. 1986
- Die zwei Gesichter der koreanischen Wirtschaft in Korea 2005, Herausgeber Patrick Köllner, Hamburg 2005, ISBN 3-88910-318-9
- Industriepark Gaesong – Ein Projekt mit vielen Fragezeichen in Korea 2006. Politik, Wirtschaft, Gesellschaft (Mitautor), Herausgeber Patrick Köllner, Hamburg 2006, ISBN 3-88910-331-6
- Global Partnership for Agriculture and Food Security: Actors, missions and achievements in Rural 21 5/2010, Frankfurt a. M. 2010